# Майшперк (община)
Община Майшперк (словен. Občina Majšperk) — одна з общин Словенії. Адміністративним центром є місто Майшперк.

## Населення
У 2011 році в общині проживало 4057 осіб, 2050 чоловіків і 2007 жінок. Чисельність економічно активного населення (за місцем проживання), 1621 осіб. Середня щомісячна чиста заробітна плата одного працівника (EUR), 796,53 (в середньому по Словенії 987.39). Приблизно кожен другий житель у громаді має автомобіль (53 автомобілі на 100 жителів). Середній вік жителів склав 42,0 роки (в середньому по Словенії 41.8). 